# Бернхард II (Брауншвайг-Люнебург)
Бернхард II (на немски: Bernhard II; * пр. 1452, † 9 февруари 1464) от род Велфи (Среден Дом Брауншвайг), е херцог на Херцогство Брауншвайг-Люнебург, 41. епископ на Хилдесхайм от 1452 до 1458 г. и от 1457 до 1464 г. княз на Люнебург.

## Живот
Той е първият син на херцог Фридрих II от Брауншвайг-Люнебург (1418 – 1478) и съпругата му Магдалена фон Бранденбург (1412 – 1454), дъщеря на курфюрст Фридрих I от Бранденбург.
През 1453 г., по желание на епископ Магнус фон Хилдесхайм, Бернхард е избран за негов коадютор и след смъртта му става негов наследник. През 1457 г. баща му го извиква обратно, предава му управлението на Княжество Люнебург и се оттегля в манастир.
Бернхард II се жени през 1463 г. за Матилда фон Холщайн-Шауенбург († 22 юли 1468), дъщеря на граф Ото II фон Холщайн-Шауенбург. Бракът е бездетен.
След смъртта на бездетния Бернхард II през 1464 г. управлението в Княжество Люнебург поема по-малкият му брат Ото V Победоносни. През 1466 г. вдовицата му Матилда фон Шауенбург се омъжва втори път за княз Вилхелм I от Брауншвайг-Волфенбютел (1392 – 1482).